# Biblioteca Pública del Estado (Oviedo)
La Biblioteca Pública del Estado en Oviedo (hoy parte de la Biblioteca de Asturias "Ramón Pérez de Ayala") comenzó su andadura en 1942, cuando se instaló en una dependencia del Instituto Femenino de Enseñanza Media como una bibliotecá más de las dependientes del Centro Coordinador. En un principio, cumplió el doble papel de biblioteca de dicho instituto y de biblioteca pública. En 1947 pasa a ocupar un local en la calle San Vicente, auspiciado por la Dirección General de Archivos y Bibliotecas y la Diputación Provincial. Sin embargo, pronto se vio que las nuevas instalaciones eran insuficientes para lo que requería la cantidad de fondos, por lo que, ya convertida en Biblioteca Pública Provincial dependiente del Ministerio de Educación, se inició la adaptación del palacio de Toreno, trasladándose allí en febrero de 1958, juntamente con el Centro Coordinador de Bibliotecas y el Archivo Histórico Provincial. En ese año la Biblioteca no superaba los 15.000 volúmenes.
Andando el tiempo, el palacio de Toreno también se queda pequeño y el Ministerio de Cultura construye el actual edificio que se inaugura en noviembre de 1987. Unos meses antes, el Principado de Asturias creó la Biblioteca de Asturias "Ramón Pérez de Ayala", en la que se integra la Biblioteca Pública Estatal con nivel orgánico de Sección. Desde su inauguración en 1987, la Biblioteca de Asturias tiene su sede en la plaza Daoíz y Velarde, en la ciudad asturiana de Oviedo.

## El edificio y su historia
La Casa de Comedias, también llamado Teatro del Fontán se construyó poco después de 1666 ya que ese año sacó el 
Ayuntamiento a subastas las obras que incluía palcos para el cabildo y las autoridades y adjudicó las obras al arquitecto Ignacio de Cagigal. En 1799 sufrió una remodelación de tal forma que quedó la zona del público en forma semicircular y en 1849 otra que lo convirtió en un teatro o coliseo para unas 600 personas.
El edificio actual, como queda dicho, se ubica en la antigua casa de comedias del Fontán, un edificio del siglo XVII, contiguo al Palacio del Duque del Parque, de la que solamente se conservaba la fachada principal en la que permaneció el escudo real en el centro y la Cruz de los Ángeles a su izquierda pues como ya se había construido el Teatro Campoamor, al Ayuntamiento acordó su derribo en 1901. El proyecto del nuevo edificio se debió al arquitecto José Ramón Álvarez García, iniciándose la construcción en agosto de 1985 y siendo finalizada en septiembre de 1987. En los últimos meses de 2007 se realizaron obras en el interior del edificio para reorganizar la distribución de salas.